# Драга при Шентруперту
Драга при Шентруперту (словен. Draga pri Šentrupertu) је насељено место у општини Шентруперт, регија Југоисточна Словенија, Словенија.

## Историја
До територијалне реорганизације у Словенији била је у саставу старе општине Требње.

## Становништво
У попису становништва из 2011. године, Драга при Шентруперту је имала 118 становника.
| Број становника према пописима | Број становника према пописима | Број становника према пописима |
| ------------------------------ | ------------------------------ | ------------------------------ |
| 1991                           | 2002                           | 2011                           |
| 102                            | 98                             | 118                            |

Напомена: До 1953. исказивано под именом Драга. Године 2007. и 2009. извршене су мање размене територија између насеља Драга при Шентруперту и Камње.